# Leuconitocris bicoloricornis
Leuconitocris picoloricornis é uma espécie de escaravelho da família Cerambycidae.  Foi descrito por Stephan von Breuning em 1965.